# Marcelina z Trewiru
Święta Marcelina z Trewiru, również: Marcelina z Mediolanu  (ur. 332, zm. 398) – dziewica, święta Kościoła katolickiego, siostra świętych: Ambrożego i Satyra.

## Żywot
Marcelina była siostrą świętych Ambrożego i Satyra. Pochodziła z Trewiru, gdzie jej ojciec był namiestnikiem cesarskim. Po jego śmierci wyjechała z matką do Rzymu. Tam w Boże Narodzenie lub w uroczystość Objawienia Pańskiego z rąk papieża Liberiusza przyjęła welon – symbol dziewic konsekrowanych. Gdy w 374 roku jej brat, Ambroży, został biskupem Mediolanu przeniosła się do niego. Zasłynęła z pobożności, umartwień i dzieł miłosierdzia. Zmarła w 398 w Mediolanie. Starożytna mediolańska inskrypcja głosi, że Marcelina zmarła w połowie lipca. Kalendarz z XI wieku i Martyrologium Rzymskie precyzując ten termin, wyznaczają jej wspomnienie w Dies natalis – 17 lipca. Jej atrybutami są: lilia i welon dziewic konsekrowanych.